# Pyroteuthis serrata
Pyroteuthis serrata är en bläckfiskart som beskrevs av John Leonard Riddell 1985. Pyroteuthis serrata ingår i släktet Pyroteuthis och familjen Pyroteuthidae. Inga underarter finns listade i Catalogue of Life.